# Rhododendron 'Roseum Elegans'
Rhododendron 'Roseum Elegans' — сорт вечнозелёных рододендронов. 
Гибрид рододендрона кэтевбинского (лат. Rhododéndron catawbiense), получен Энтони Ватерером в Англии в 1851 году. Внешне сильно напоминает сорт 'English Roseum', также полученный Ватерером. 'Roseum Elegans' является самым распространённым сортом рододендрона в холодных северо-восточных районах США, точно так же как 'Catawbiense Grandiflorum' в Финляндии. На рынке представлено несколько клонов этого сорта, многие из них менее выносливы, чем первоначальный сорт.
Не следует путать с листопадным сортом: R. 'Roseum Elegans', J. Ivery (до 1846). 

## Биологическое описание
Вечнозелёный, сильнорослый кустарник высотой 1,8—3 м. Ежегодный прирост около 15 см. Крона широкоокруглая, снизу закрытая, диаметром до 4 м.
Листья кожистые, овальные или узкоэллиптические, блестящие, 7—8 см длиной, 5—6 см шириной (по другим данным 110 × 35 мм), тёмно-зелёные, при распускании часто красно-коричневые.
Цветение в июне.
Соцветия компактные, почти круглые, 120 × 90 мм, несут 12—20 цветков.
Цветки розовые с красновато-коричневым пятном, широковоронковидные, 45 × 60 мм. Край лепестков слегка волнистый. Аромат отсутствует. Тычинки розово-фиолетовые. 

## В культуре
В культуре живёт долго. Почвы плодородные, слабокислые. Выносит небольшое затенение. 
В средней полосе России полностью зимостоек при условии посадки в защищённых от ветра местах. Выдерживает понижения температуры до −32 °С. В Южной Финляндии под защитой снега зимует хорошо.